# Folketælling i Australien
Folketælling i Australien, officielt Census of Population and Housing, er en beskrivende optælling af alle, som er i Australien på én nat, og af deres boliger. Deltagelse i optællingen er tvungen.
Optællingen bliver foretaget hvert femte år og varetages af Australian Bureau of Statistics (ABS). Den første australske folketælling fandt sted om natten 2. april 1911 (tidligere havde de enkelte kolonier haft deres egne optællinger). Efterfølgende folketællinger fandt sted i 1921, 1933, 1947, 1954 og 1961. Fra 1961 er de blevet afholdt hvert femte år. Folketællingerne foretages nu den anden tirsdag i august. Den seneste blev afholdt 9. august 2011 og den næste er planlagt til 9. august 2016. Udgifterne til folketællingen i 2011 var 440 millioner AUD.
Folketællingen omfatter alle mennesker bosiddende i Australien bortset fra udenlandske diplomater og deres familier. Australiens eksterne territorier med undtagelse af Norfolk Island er også medtaget i folketællingen. En selvstændig folketælling er siden 1981 blevet afholdt på Norfolk Island af Norfolk Island Government. Den afholdes samme dag som den australske folketælling. Folketællingen indsamler oplysninger om alder, køn, indkomst, beskæftigelse, bolig, transport, afstamning, sprog og religion. Nogle spørgsmål som f.eks. om religion er frivillige.
Lovgivningen om folketællingen, Census and Statistics Act 1905, førte i 1906 til oprettelsen af Commonwealth Bureau of Census and Statistics (CBCS), som i 1975 skiftede navn til Australian Bureau of Statistics.

## Statistiske opdelinger
Folketællingen indsamles i og opgøres for geografiske områder defineret af ABS. I perioden 1984 til 2011 benyttedes en system kaldet Australian Standard Geographical Classification (ASGC). Det er herefter blevet afløst af Australian Statistical Geography Standard (ASGS). I ASGS kaldes den mindste geografiske enhed en mesh block, som består af gennemsnitligt 30 boliger. Kun totalt antal indbyggere og boliger offentliggøres per mesh block. Med så små geografiske enheder kan man opbygge mange forskellige statistiske områder.
| Hovedstrukturerne i ASGC udgøres af følgende geografiske områder, fra mindst til størst: - Collection District (CD) - Statistical Local Area (SLA) - Statistical Subdivision (SSD) - Statistical Division (SD) - Stat/Territorium (S/T) - Australien Andre ASGC-strukturer omfatter: - Lokalregeringsområde - Statistisk distrikt - Statistisk region - Sektion af stat - Øde områder - Bycentre og lokaliteter | Hovedstrukturerne i ASGS omfatter: - Mesh block - Statistical Area Level 1 (SA1) - Statistical Area Level 2 (SA2) - Statistical Area Level 3 (SA3) - Statistical Area Level 4 (SA4) - Stat/Territorium (S/T) - Australien Andre ASGS-strukturer benyttet af ABS: - Hovedstæder - Større byområder - Øde områder - Oprindelige australiere - Bycentre og lokaliteter |  |

Traditionelt var et Collection District (indsamlingsområde) det område, som én indsamler kunne dække (udlevering og indsamling af folketællingsskemaer) i løbet af ti dage. Under folketællingen i 2001, fik nogle indsamlere mere end ét indsamlingsområde i byområder på grund af deres størrelse. I byområder er der omkring 220 boliger i et indsamlingsområde, mens det ligger lavere uden for byerne og afhænger af befolkningstætheden.
I 2001 var der 37.209 indsamlingsområder og 1.353 statistiske lokalområder i Australien.

## Privatlivets fred
De australske love Census and Statistics Act 1905 og Privacy Act 1988 sikrer, at ingen person-identificerbar information udleveres af ABS til andre statsinstitutioner eller til offentligheden. ABS udleverer dog fortrolige oplysninger fra folketællingerne til forskere, der skal forpligte sig juridisk til forskellige begrænsninger i behandlingen af data, før de får adgang.
I 1970'erne var der en offentlig debat omkring privatlivets fred og folketælling. I 1979 udgav en kommission for lovreformer en rapport om emnet. Et af nøglepunkterne var spørgsmålet om formularerne skulle være anonyme. Kommissionen konkluderede, at det ville gå ud over kvaliteten af besvarelserne, hvis de var anonyme. Man ville heller ikke have mulighed for at efterkontrollere besvarelserne.
ABS annoncerede 18. december 2015, at de ville gemme navn og adressedata for folketællingen i 2016. Det har ført til en række protester fra borgere og organisationer .

## Ødelæggelse af folketællingsskemaer
Fra 1971 til 1996 var det ABS' politik at destruere de originale folketællingsskemaer og de tilsvarende elektroniske data. Før da var der ikke nogen fast politik, men de fleste folketællingsskemaer er blevet destrueret på grund af manglende lagerplads. I 2001 kunne man for første gang selv vælge, om ens personlige data skulle opbevares af det australske arkiv, National Archives of Australia, og frigives til offentligheden efter 99 år. 54% af alle australiere gav deres samtykke til dette.

## Optælling af oprindelige australiere
Oprindelige australiere, som kom i kontakt med bosætterne blev medtalt i mange af koloniernes folketællinger. Da den australske forbundsstat, blev dannet i 1901, indeholdt forfatningen et afsnit (sektion 127), hvor der stod: "I opgørelser over antallet af mennesker i forbundsstaten eller i en stat eller i en anden del af forbundsstaten skal aboriginske indfødte ikke medtages" I 1967 blev der efter folkeafstemning skrevet to tilføjelser til forfatningen vedrørende oprindelige australiere. Den anden af disse annullerede sektion 127. Det var en almindelig antagelse i 1967 og det fremføres stadig, at sektion 127 betød, at aboriginere ikke blev talt med i Australiens folketællinger før 1967. I realiteten blev sektion 127 brugt til tælle befolkningen i staterne og territorierne med henblik på allokering af sæder i parlamentet og per capita tildelinger fra forbundsstaten. Formålet var, at forhindre Queensland og Western Australia i at bruge deres store aboriginske befolkninger til at få ekstra sæder og bevillinger. Commonwealth Bureau of Census and Statistics fortolkede sektion 127 således, at de kunne optælle "aboriginske indfødte", men at de ikke skulle medtages i de offentliggjorte indbyggertal. Aboriginere, som boede nær bosættelser, blev derfor i større eller mindre grad medtalt i alle folketællinger før 1967.
Den første Commonwealth Statistiker, George Handley Knibbs, havde den holdning, at personer der var halvblods aboriginere eller mindre ikke var at regne for aboriginere i forhold til forfatningen. Ved den første australske folketælling i 1911 blev kun de "aboriginere", der boede nær hvide bosættelser medtalt. De vigtigste befolkningstabeller medtog kun dem, der var halvblodsaboriginere eller mindre. Detaljer om halvblodsaboriginere var medtaget i tabellerne om race. Detaljer om fuldblodsaboriginere blev opgjort i separate tabeller. Denne praksis blev fulgt i efterfølgende folketællinger indtil 1966.

## Klassificering af kulturelle og etniske grupper
Spørgsmål om afstamning var med i folketællingen i 1986. Da resultaterne blev evalueret, viste det sig, at mange misforstod spørgsmålet, og det førte til inkonsistente resultater især for de familier, der havde boet i Australien i mange generationer. Der var ingen spørgsmål om afstamning i 1991 eller 1996. I 2001 var det blevet besluttet, at det var nødvendigt for politikerne at vide, hvor mange der enten var født i udlandet eller hvis forældre var født i udlandet. Spørgsmålene blev udformet, så folk skulle angive hvilke afstamninger inden for de sidste tre generationer, som de identificerede sig med. Man kunne angive mere end en afstamning, men kun de to første blev medtaget.
Resultaterne i 2001 blev klassificeret med Australian Standard Classification of Cultural and Ethnic Groups (ASCCEG). Denne klassifikation af kulturelle og etniske grupper er baseret på det geografiske område i hvilket en gruppe kommer fra og ligheden mellem kulturelle og etniske grupper med hensyn til sociale og kulturelle karakteristika. Klassifikationen er tilpasset australske forhold og udarbejdet af the Australian Bureau of Statistics. Klassifikationen er baseret på folks egen opfattelse af tilhørsforhold.

## Historie

### 1828
Australiens første folketælling blev afholdt i november 1828 i kolonien New South Wales. Tidligere statistikker var baseret på indkaldelse af folk til tælling. I 1828 var den hvide befolkning på 36.598. Heraf var 20.870 frie og 15.728 straffefanger. 23,8% af befolkningen var født i kolonien. 24,5% var kvinder. Der var 25.248 protestanter og 11.236 katolikker. Aboriginerne blev ikke talt.
Af de 36.598 indbyggere boede de 638 i, hvad der nu er Queensland. Der var også 18.128 indbyggere i Tasmanien.

### 1881
Fra midten af det 19. århundrede forsøgte statistikerne i de australske kolonier at ensrette deres folketællinger. I 1881 afholdt alle kolonier folketælling på samme tid. Det var som del af en samlet folketælling for dele af det Britiske Imperium. Spørgsmålene var dog ikke ens i alle kolonierne og Henry Heylyn Hayter, som stod for Victorias folketælling, påpegede, at det gjorde det vanskeligt at lave statistikker for hele Australien.
Australiens befolkning blev optalt til 2.250.194.
| NSW     | Vic     | Qld     | Tas     | SA      | NT    | WA     | Australien |
| ------- | ------- | ------- | ------- | ------- | ----- | ------ | ---------- |
| 751.468 | 862.346 | 213.525 | 115.704 | 276.414 | 9.797 | 29.708 | 2.250.194  |

På dette tidspunkt var Northern Territory underlagt South Australia. Der blev optalt 3.451 hvide plus 6.346 aboriginere i bosættelser. Inklusiv Northern Territory havde South Australia 286.211 indbyggere. Tallene fra Western Australia omfatter ikke fuldblods aboriginere. Indbyggertallet i Melbourne var 282.947 og i Sydney 224.939.

### 1901
I 1901 blev der optalt 3.773.801 indbyggere (1.977.928 mænd og 1.795.873 kvinder).
Før forbundsstatens dannelse, havde hver koloni været ansvarlig for sin egen folketælling. Den første folketælling efter forbundsstatens oprettelse i 1901 blev også gennemført af de enkelte stater hver for sig. Under forberedelserne til folketællingen i 1901 havde man vidst, at forbundsstaten var på vej, og folketællingerne var ensrettede.

### 1911
Dette var den første foketælling udført af forgængeren til ABS, Commonwealth Bureau of Census and Statistics. Folketællingen fandt sted natten mellem 2. og 3. april 1911. Sammentællinger blev næsten udelukkende udført manuelt. Mere end 4 millioner kort blev sorteret og fysisk talt for hver sammentælling. Det tog langt tid før resultaterne fra foketællingen blev frigivet. Forsinkelsen blev forværret af 1. Verdenskrig. Den australske befolkning blev optalt til 4.455.005, "eksklusiv fuldblods aboriginere".
Ved folketællingen i 1911 brugte mange indsamlere heste. Tørke i Western Australia betød, at mange indsamlere ikke kunne finde føde til deres heste. Oversvømmelser i Queensland forhindrede nogle af indsamlerne i at komme frem.

#### Røde hunde
Folketællingen i 1911 indeholdt et spørgsmål om døvstumhed. Dette spørgsmål var også med i de to folketællinger i 1921 og 1933. Døvstumhed viste sig at være meget udbredt blandt 10-14-årige og det samme mønster kunne genfindes i 1921 blandt de 20-24-årige. I statistikernes rapport fra folketællingen i 1921 står der, at "det er derfor en velbegrundet antagelse, at det unormale antal døvstumme . . . var resultatet af en omfattende epidemi af infektionssydomme, som fandt sted umiddelbart efter at mange i disse aldersgrupper blev født." Man vidste ikke at røde hunde var en mulig årsag. Under 2. verdenskrig begyndte oftalmologen Norman McAllister Gregg at undersøge sammenhængen mellem fødselsdefekter og infektionssygdomme hos mødrene i starten af deres graviditet. Greggs arbejde fik i 1951 den australske statistiker Oliver Lancaster til at undersøge folketællingsresultaterne fra 1911, 1921 og 1933. Han fandt en øget forekomst af døvstumhed hos børn født i 1898 og 1899 og han kunne sammenholde det med kendte udbrud af røde hunde disse år. "Det var første gang, man kunne dokumentere sammenhængen mellem røde hunde og fødselsdefekter."

### 1921
Australiens befolkning blev i april 1921 optalt til 5.435.700 uden at medtage "fuldblods aboriginere". Statistikerne estimerede antallet af aboriginere, både "fuldblods" og "halvkaste", ved at indhente oplysninger fra politiet og aboriginprotektorer fra hele landet.
Et af de vigtigste resultater af folketællingen i 1921 var det lave forhold mellem mænd og kvinder i aldersgruppen 20-30 år. Forholdet var en konsekvens af tabene under 1. verdenskrig.
Ved folketællingen i 1921 brugte man hulkortmaskiner lejet i England til optællingen. Tre hulkort blev brugt til at gemme individuelle, bolig- og familiedata. Kortene blev blev sorteret i en elektrisk sorteringsmaskine før de blev optalt med en hulkortmaskine udarbejdet af Herman Hollerith.
Folketællinger blev afholdt i 1933, 1947, 1954 og fra 1961 hvert femte år.

### 1971
Efter folkeafstemningen i 1967, der fjernede sektion 127 fra forfatningen, blev "race"-spørgsmålet omformuleret. Metoderne til at indsamle folketællingsskemaer i øde egne blev evalueret for bedre at kunne identificere folk af aboriginsk oprindelse.
Der blev optalt 12.755.638 indbyggere.

### 1976
Folketællingen 1976 var den hidtil største med 53 spørgsmål. På grund af budgetnedskæringer var ABS ikke i stand til at gennemføre behandlingen af alle data og kun et udtræk på 50% blev færdigbehandlet. 13.548.450 indbyggere blev optalt.

### 1996
Folketællingen 1996 blev afviklet 6. august. Der blev optalt 17.892.423 indbyggere i Australien. Af disse identificerede 352.970 sig som oprindelige australiere. Der var 139.594 udenlandske besøgende.

### 2001
Folketællingen 2001 blev afviklet 7. august. Der blev optalt 18.769.249 indbyggere i Australien. Af disse identificerede 410.003 sig som oprindelige australiere. Der var 203.101 udenlandske besøgende.

### 2006
Folketællingen 2006 blev afviklet 8. august. Der blev optalt 19.855.288 indbyggere i Australien. Af disse identificerede 455.031 sig som oprindelige australiere. Der var 206.358 udenlandske besøgende. For første gang var territoriet Cocos (Keeling) Islands medtaget i folketællingen i henhold til loven om Territories Law Reform Act 1992.
Folketællingen i 2006 omfattede 60 spørgsmål, som alle var obligatoriske undtagen dem, der havde gøre med religion og opbevarelsen af folketællingsskemaet. Folketællingen kostede omkring 300 millioner AUD at gennemføre.

#### eCensus
For første gang var det muligt at udfylde en online "eCensus" i modsætning til den traditionelle papirbaserede version. Den 17. august, havde mere end 720.000 husholdninger udfyldt deres folketællingsskemaer online.
I hele Australien udfyldte 8,4% af husholdningerne deres skemaer online. Den højeste procentdel var i Australian Capital Territory, hvor 14,8% af husholdningerne brugte eCensus. Det var markant højere end andre stater og territorier i Australien der lå mellem 5,9% i Northern Territory og 8,9% i Western Australia.
Der blev registreret fleste indtastede folketællingsskemaer mellem klokken 20 og 21 på folketællingsaftenen, hvor mere end 72.000 skemaer blev modtaget. Der var adgang til eCensus gennem hele folketællingsperioden. I løbet af en 24-timers 8. august havde eCensus mere end 12,5 millioner sidevisninger og klokken 20:47 var mere end 55.000 husstande logget på samtidigt. IBM stod for den tekniske udvikling af eCensus, efter at have leveret en lignende infrastruktur og teknologi til den canadiske folketælling tidligere på året.

### 2011
The 2011 census was held on the night of 9 August, using both paper and electronic "eCensus" forms. Minimal changes were made from the 2006 census, due to financial constraints on the ABS during the development of the 2011 census. Folketællingen i 2011 var den største logistiske operation i fredstid, som nogensinde var gennemført i Australien. Den beskæftigede en feltstab på 43.000 for at sikre at 14,2 millioner spørgeskemaer blev uddelt til 9,8 millioner husholdninger.
De første resultater blev frigivet i juni 2012 på Australian Bureau of Statistics webside.
Omkostningerne var 440 millioner AUD.

### 2016
Den næste australske folketælling er planlagt til 9. august 2016. For første gang vil navn og adresse blive gemt sammen med besvarelserne. Folketællingsskemaerne vil ikke blive leveret til hver husstand. I stedet vil hver husholdning modtage en log-in kode, som giver adgang til en online udgave. Man kan stadig bede om, at få en traditional papirudgave.

## Optælling af arbejdskraft
Commonwealth Bureau of Census and Statistics udførte optælling af arbejdskraft under 1. og 2. verdenskrig. I modsætning til de nationale folketællinger er de individuelle data bevaret i National Archives of Australia.